# Mono no aware

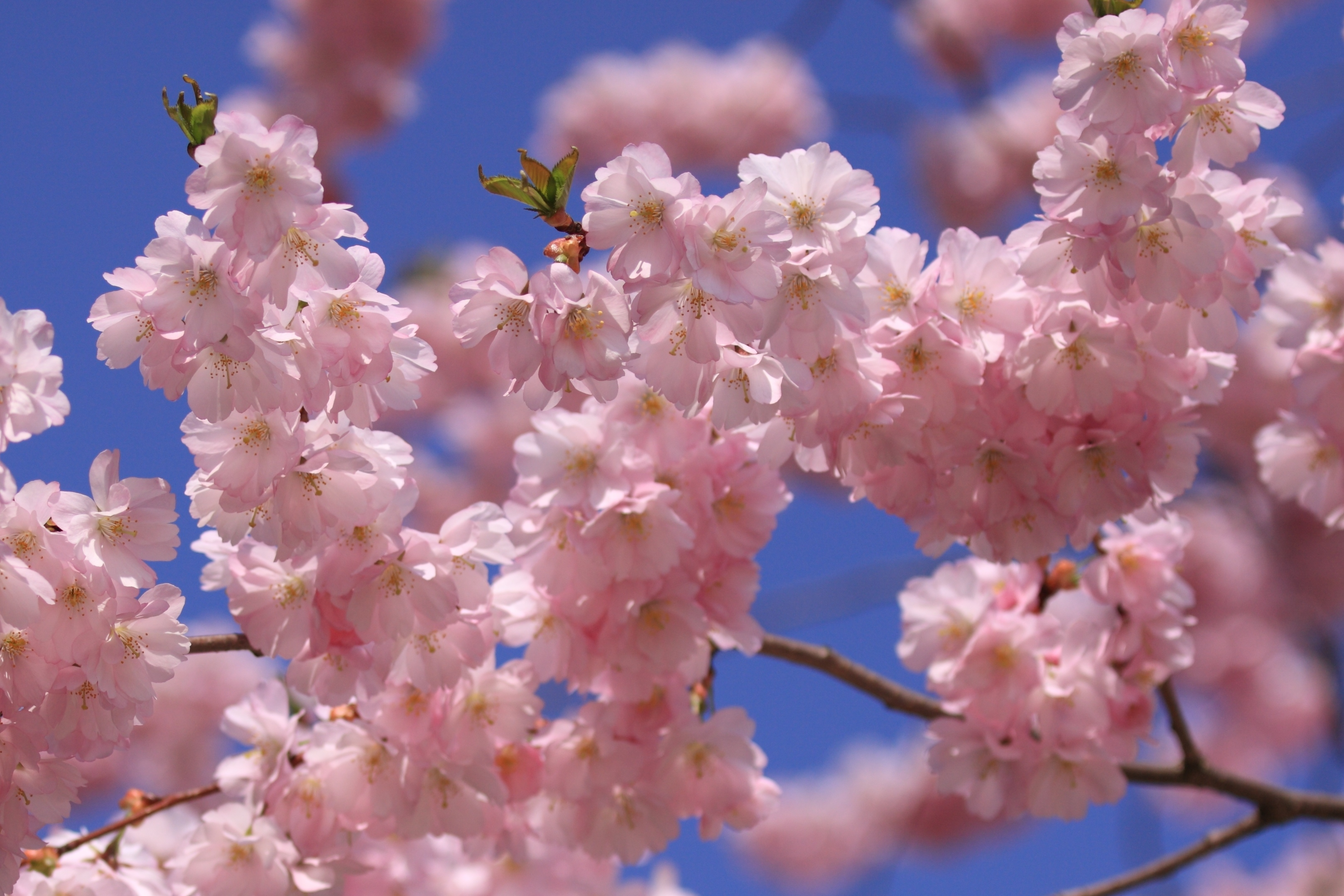
Blommorna på japanskt prydnadskörsbär förknippas ofta med det japanska begreppet mono no aware.

Mono no aware (japanska: 物の哀れ?) är ett japanskt uttryck. Det syftar på en medvetenhet om alltings förgänglighet (japanska: 無常?, mujō) – både en övergående, ömsint ledsamhet/vemod över deras passage och en djupare, ömsint ledsamhet över det här tillståndet som tillhör livet.
Begreppet betyder bokstavligen "tingens patos" men kan också översättas som "empati gentemot tingen" eller "känslighet för det kortlivade". Det myntades under 1700-talet och har i modern tid använts flitigt inom både japansk litteratur (inklusive manga) och film (inklusive anime).

## Bakgrund

### Etymologi
Frasen är bildad på de två japanska orden mono (物; 'ting', 'sak') och aware (哀れ). Det sistnämnda ordet härstammar från Heian-perioden och syftar på ett utrop av viss överraskning (liknande "ah" eller "oh" i många europeiska språk); det kan översättas som 'patos', 'intensitet', 'djup känsla', 'känslighet' eller 'medvetande'. Mono no aware har därför ofta översatts som "tingens ah-ighet".

### Kontext
Termen myntades under 1700-talets Edo-period, av den japanske lärde Motoori Norinaga. Han använde det ursprungligen som ett koncept inom sin litterära kritik av Berättelsen om Genji, men senare använde han det även som beskrivning av andra viktiga japanska verk som Manyoshu. Mono no aware blev ett centralt begrepp för hans litteraturkritik och togs därefter upp inom den allmänna japanska kulturella traditionen.
Medvetande om alla tings flyktiga natur förhöjer uppskattningen av deras skönhet och frammanar en lätt sorgsenhet över deras försvinnande. I sin kritik av Berättelsen om Genji noterade Motoori att mono no aware är den centrala känslan som engagerar läsarna. Begreppet användes inte bara om japansk litteratur, och det kom att förknippas med den japanska kulturella traditionen som sådan (se även sakura). Inom bland annat japansk arkitektur och stadsbyggnad finns en medvetenhet om alltings förgänglighet, en medvetenhet som sägs vara annorlunda än en europeisk bevarandetradition av gamla ting.

## I dagens kultur

### Manga
Bland framstående manga-skapare som använder mono no aware som del av berättandet kan nämnas Hitoshi Ashinano, Kozue Amano och Kaoru Mori.

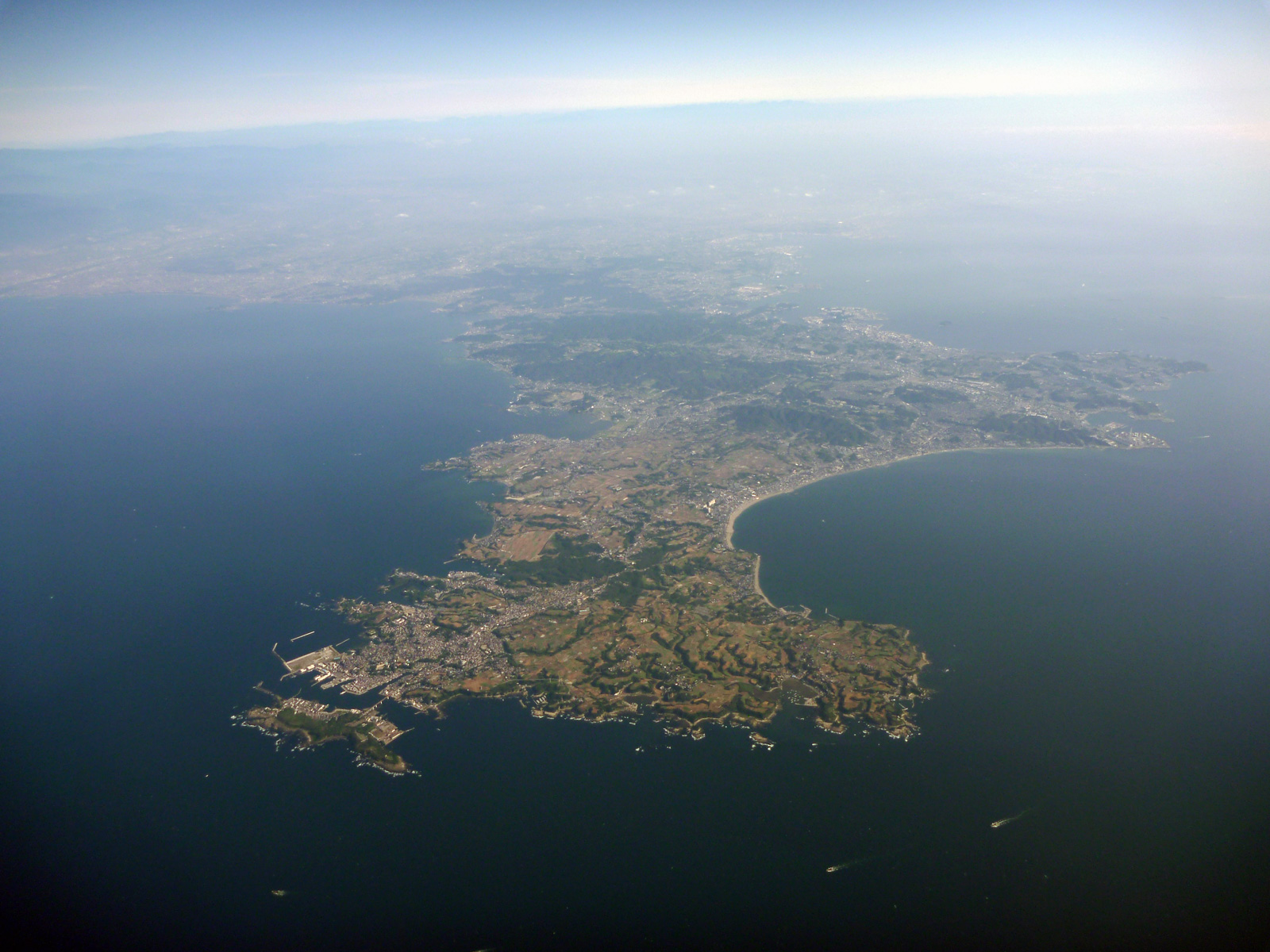
Mangan Yokohama kaidashi kikō beskriver ett framtida Japan, där man påminns om tidens flykt (och där fotots Miurahalvö förändrats). Serien inspirerade även till 2013 års Hugo-vinnande novell.

### Övrig litteratur
Science fiction-författaren Ken Lius novell "Mono no aware" vann 2013 års Hugopris för bästa novell. Liu hade inspirerats av verk som SF-mangan Yokohama kaidashi kikō (av Hitoshi Ahinano). Han försökte frammana en "estetik som huvudsakligen riktade sig mot skapandet av en empati – hos läsaren – gentemot alltings oundvikliga försvinnande".

### Anime
Inom anime beskriver både Omohide poro-poro (av Isao Takahata) och Maimai Shinko to sen-nen no mahō (Mai Mai Miracle, av Sunao Katabuchi) tidens flykt på ett motsvarande sätt; båda filmerna visar fram  huvudberättelsen parallellt med en sidoberättelse från det förflutna. Regissören Makoto Shinkais filmer är oftast "novellhistorier" där unga människor glider ifrån varandra och kontemplerar hur livet blivit. Titeln på Shinkais Byōsoku go centimetre ('5 centimeter i sekunden') syftar på hur snabbt körsbärsblommor faller ner mot marken; körsbärsblommor (sakura) förknippas i Japan ofta med tidens flykt.

### Övrig film
Den japanske filmregissören Yasujirō Ozu var välkänd för sin förmåga att skapa en känsla av mono no aware. Klimax i hans filmer skedde ofta via en rollfigur som säger "Vackert väder, eller hur?" (japanska: いい天気ですね?, Ii tenki desu ne?), efter ett paradigmskifte i en familj (som en dotter som gifts bort) eller i samhället (som ett hastigt förändrande Japan).

## Motsvarigheter
I sin bok om hovlivet i det äldre Japan, The World of the Shining Prince, jämför Ivan Morris mono no aware med Vergilius lacrimae rerum (latin för "tingens tårar").
Till skillnad mot nostalgi är mono no aware en känsla gentemot något som fortfarande (till stora delar) finns kvar. Nostalgin är däremot en saknad efter något (ofta idealiserat) som redan försvunnit. Båda känslokomplexen innehåller dock ett visst mått av vemod och melankolisk stämning.